# 오데온 (건물)

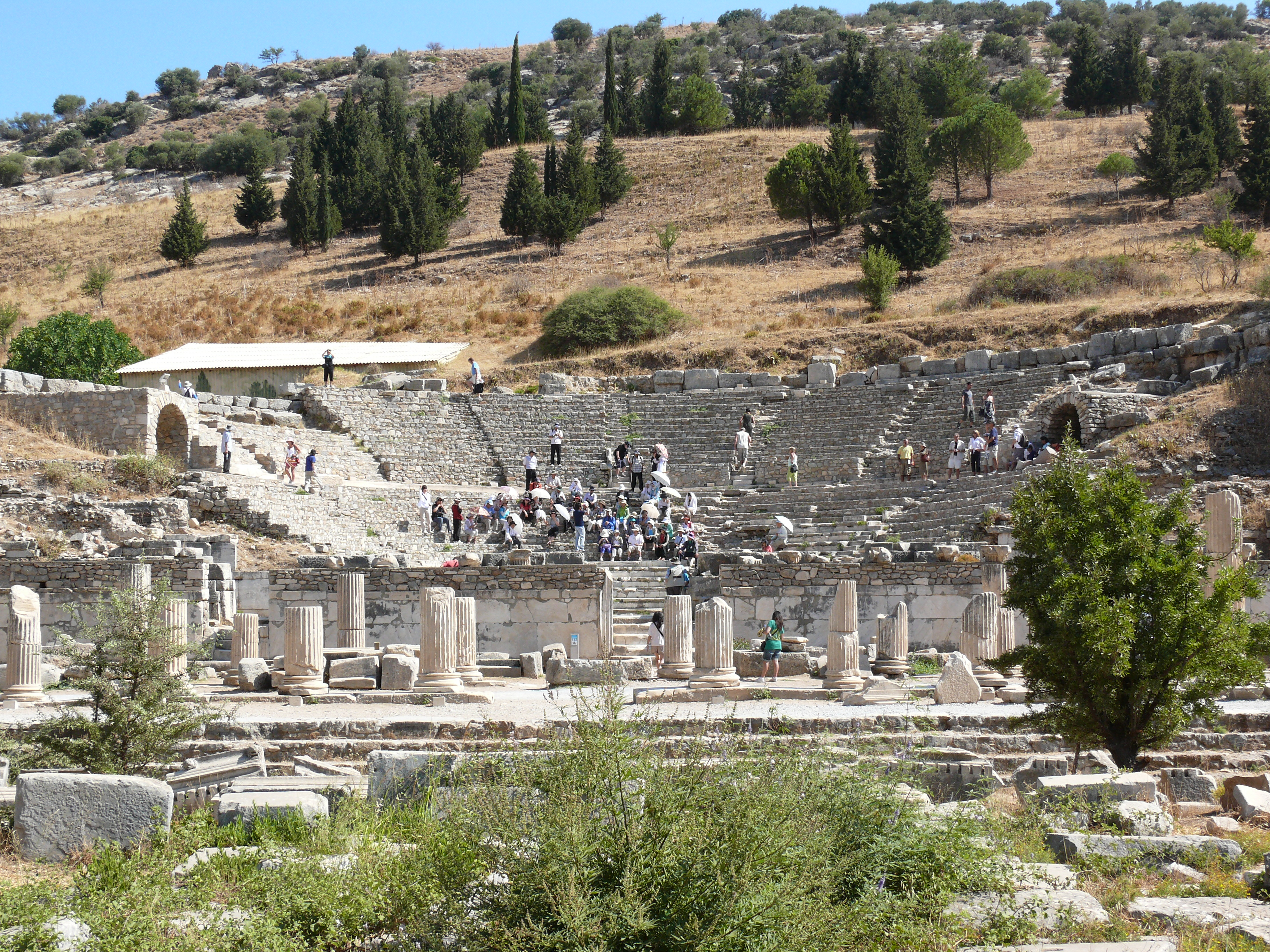

오데온(Odeon) 또는 오데이온은 아테네의 디오니소스 극장에 인접하여 페리클레스의 감독 아래 건조된 음악당이다. 이 건물은 옛 화폐에 나타난 도안 등에서 원형의 것이라고 상상되어 있었다. 그러나 발굴의 결과, 이것은 네모꼴의 건조물로서 몇 줄의 기둥이 지붕을 지탱하고, 동쪽과 서쪽, 그리고 다분히 남쪽에도 현관과 함께 회랑이 있었다. 페리클레스 시대의 이 건물은 주로 목재를 재료로 했다.
헤로데스 아티크스에 의하여, 기원후 161년경 아테네의 아크로폴리스의 남쪽 경사면에 세워진 오데이온은 보존 상태가 좋다. 형태는 작은 극장과 흡사하다. 혹은 그리스 극장의 관람석이 언제나 반원형보다 큰 데 대하여, 헤로데스 아티크스의 오데이온은 그 청중석이 로마 극장풍의 반원형으로 되어 있다. 오데이온이란 명칭에도 불구하고 이 건물은 주로 연극을 위해 쓰인 것으로 보인다.